# Armada du siècle
L'Armada du siècle est un rassemblement de grands voiliers qui s'est déroulé du 9 au 18 juillet 1999 à Rouen puis au Havre (« Le Havre 99 », Grande Fête Maritime 15-21 juillet 1999). Les éditions suivantes ont lieu à Rouen, rassemblant une cinquantaine de voiliers et bâtiments de guerre venus de plus de 30 pays. Cette manifestation faisait suite aux Voiles de la liberté en 1989 puis à l'Armada de la liberté en 1994.

## Liste des voiliers

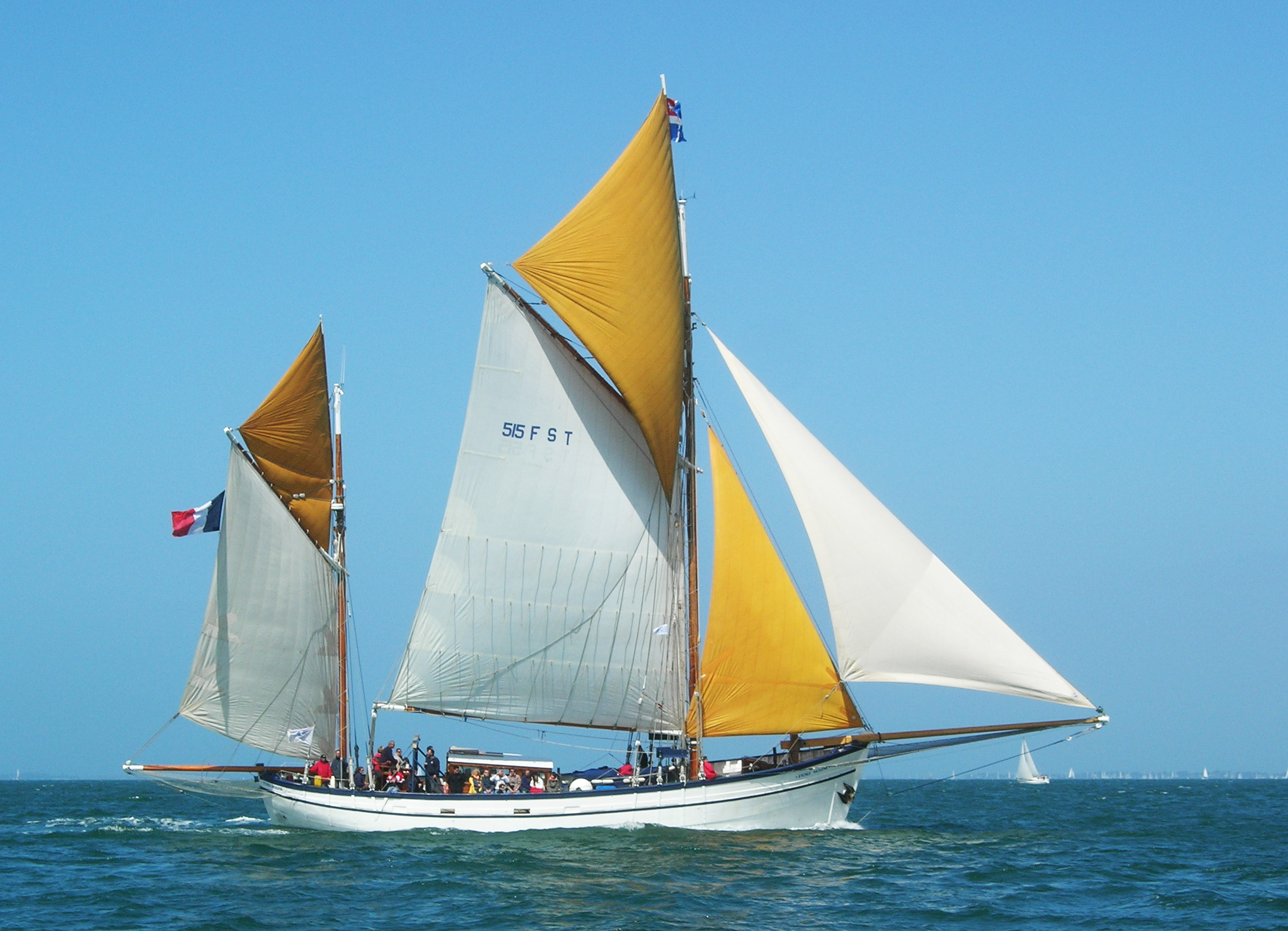
Étoile Molène.

| - Antigua, Pays-Bas, - Aphrodite, Pays-Bas, - Asgard II, Irlande, • - Belem, France, - Belle Poule, France, - Capitan Miranda, Uruguay, - Christian Radich, Norvège, - Dar Młodzieży, Pologne, - Étoile, France, - Étoile Molène, France - Europa, Pays-Bas, - Fryderyk Chopin, Pologne - Frya, Royaume-Uni - Iskra II, Pologne, - Kaskelot, Royaume-Uni, - Khersones, Ukraine, - Loth Lorien, Pays-Bas• | - Libertad, Argentine, - Lord Nelson, Royaume-Uni, - Mary-Anne, Allemagne, - Mir, Russie, - Oosterschelde, Pays-Bas, - Palinuro, Italie, - Pogoria, Pologne, - La Recouvrance, France, - Shabab Oman, Oman • - Sagres II, Portugal, - Simon Bolivar, Venezuela, • - Sorlandet, Norvège, - Statsraad Lehmkuhl, Norvège, - Sawn, Pays-Bas, - Thalassa, Pays-Bas, - Zénobe Gramme, Belgique, |

- Cuauhtemoc,  Mexique

## Liste des navires de guerre

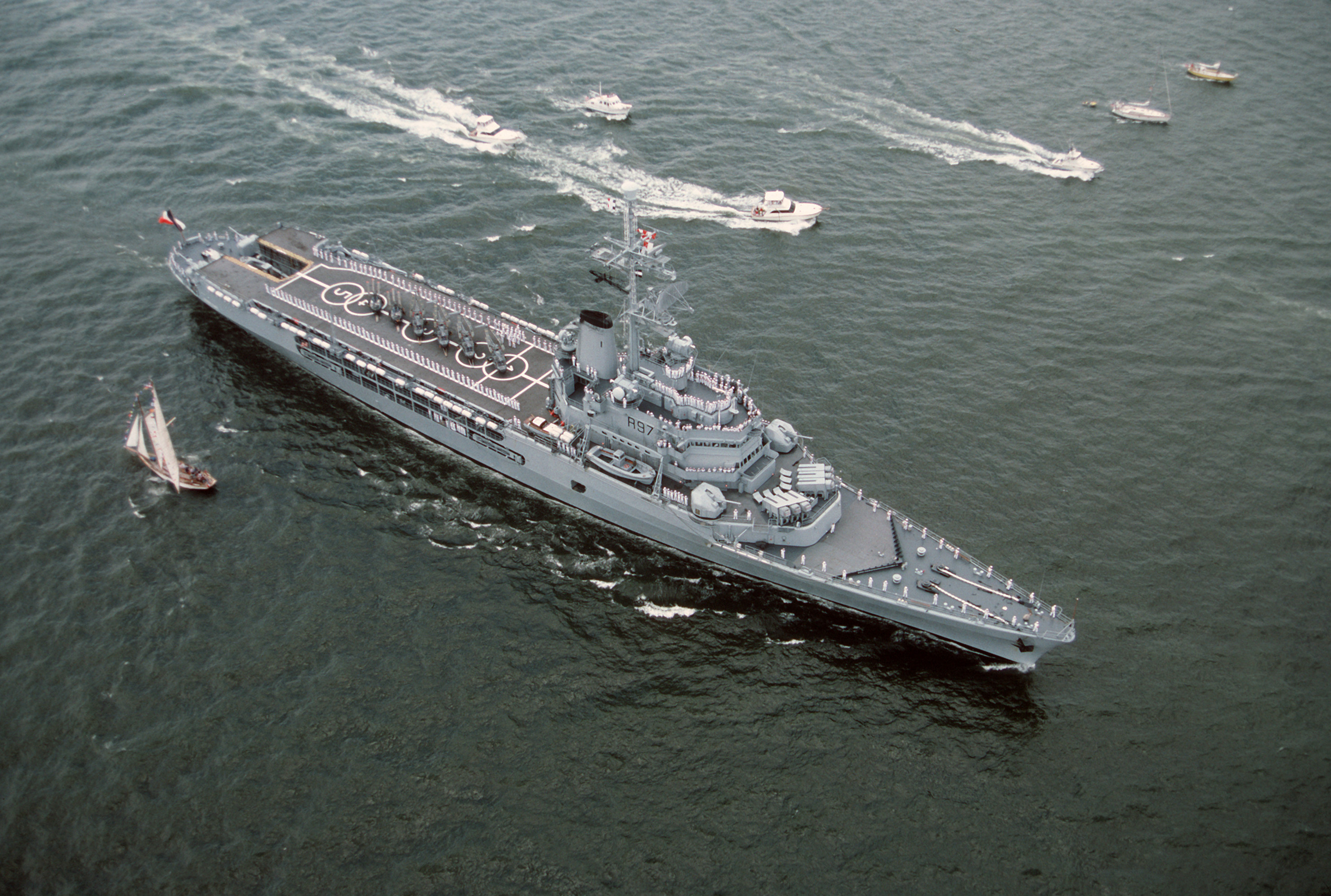
La Jeanne d'Arc.

- Aris,  Grèce
- Bremen,  Allemagne
- Jeanne d'Arc,  France
- Khaireddine,  Tunisie
- Van Galen,  Pays-Bas
- Yildrim,  Turquie
- SPS Cataluña,  Espagne
- RC Acharné,  France